# Alfred Barton Rendle
Alfred Barton Rendle (Lewisham; 19 de gener de 1865 - Lestherhead; 11 de gener de 1938) fou un botànic anglès.

## Biografia
Era fill de John Samuel i de Jane William. Va estudiar al St John's College de Cambridge obtenint el seu Doctorat en ciències a la Universitat de Londres. Es va casar amb Maud Armstrong l'any 1892, de la unió del qual neixen tres fills. Va quedar vidu 4 anys més tard (1896), i es va casar amb Florence Brown l'any 1898, naixent sis fills d'aquesta nova unió.
És botànic assistent del Museu Britànic des de l'any 1888. L'any 1894, dirigeix el departament de Botànica de l'Institut Birkbeck. De 1906 a 1930, és conservador del Museu Britànic. I és igualment professor honorari de la Société royale d'horticulture.

## Honors
Rendle rep nombrosos honors com la medalla Victòria l'any 1917 i la medalla Veitch. És membre de la Royal Society el 1909, de la Societat linneana de Londres (dirigint la secció de Botànica de 1916 a 1923 i de la societat de 1923 a 1927), de la Societat Quekett de Microscopia (que dirigeix de 1919 a 1921) i d'altres societats científiques.

### Epònims
- (Commelinaceae) Aneilema rendlei C.B.Clarke & Brenan[1]
- (Crassulaceae) Sedum rendlei Raym.-Hamet[2]
- (Fabaceae) Racosperma rendlei (Maiden) Pedley[3]
- (Lentibulariaceae) Utricularia rendlei F.E.Lloyd[4]
- (Orchidaceae) Roeperocharis rendlei Kraenzl.[5]
- (Poaceae) Alopecurus rendlei Eig[6]
- (Thymelaeaceae) Gnidia rendlei Hiern[7]

## Publicaciones
Fou entusiasta de la història de la Botànica, publicant un catàleg de documents relatius al bicentenari del naixement de Carl von Linné (1707-1778).
- Catalogue of the Plants collected by Mr and Mrs P. A. Talbot in the Oban District South Nigeria. British Museum (Natural History), Londres, 1913
- Classification of Flowering Plants. 2 vol., Cambridge University Press, 1904, reeditat l'any 1930